# Церковь Святых Апостолов (Афины)
Церковь Святых Апостолов Солакиса или Агии Апостоли (греч. Ναός Αγίων Αποστόλων Σολάκη) — византийская церковь, возведенная в X веке на юго-восточной окраине современного района древней агоры в Афинах и является одним из древнейших христианских храмов Афин.
Церковь Святых Апостолов имеет исключительное значение как единственный памятник Афинской агоры, который сохранился полностью в своем первозданном виде (кроме храма Гефеста, который не раз горел). Также это был первый храм среднего византийского периода в Афинах, который ознаменовал собой начало так называемого «афинского типа», для которого характерно точное соединение четырёхстолпности с крестово-купольным храмом.

## История

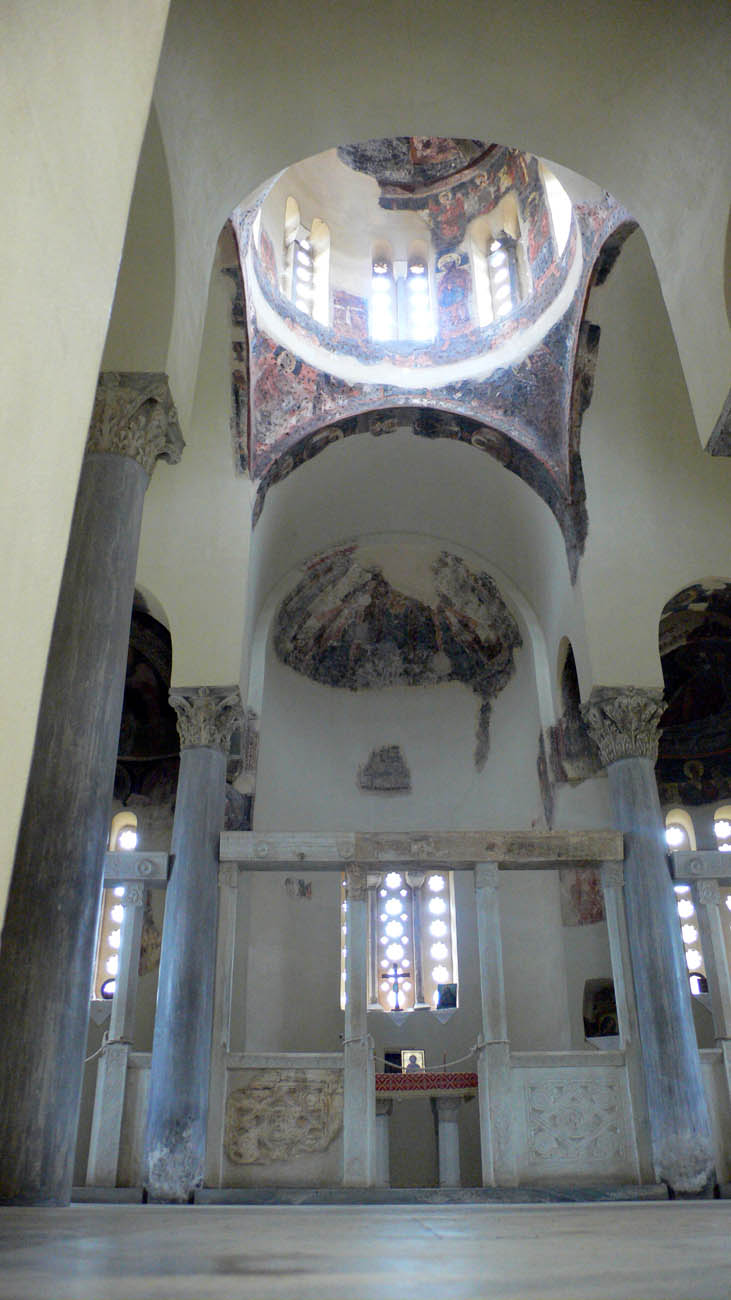
Интерьер храма

Церковь Святых Апостолов была частично построена на руинах римского капища II века — Нимфеума. Однако в основе восточной части храма лежит фундамент обычного жилого дома, который был снесен специально, чтобы освободить место под строительство церкви. Место для возведения храма было выбрано неслучайно: оно было ключевым как в классическую эпоху, так и в византийскую, расположено оно в западной части Панафинейского пути и защищено городской стеной.
В целом основание Церкви Святых Апостолов в X веке совпадает с периодом расцвета Афин, а также возрастающей необходимостью нового, быстро растущего православного центра в новых приходах.
Относительно имени Солаки существуют две версии. По первой, семья Солакисов могла оказать финансовую поддержку для одной из самых ранних реставраций церкви. По другой — в XIX веке густонаселенный квартал в окрестностях церкви назывался Солакис.
Реставрация церкви была осуществлена в период 1954—1957 годов. Алтарь и пол церкви выполнены из мрамора, наружные стены сохраняют куфические узоры. Несколько сохранившихся настенных росписей центрального прохода, датированные XVII веком, а также уцелевшие фрески из разрушенной церкви Святого Спиридона ныне хранятся в церкви Святых Апостолов.

## Архитектура
План церкви Святых Апостолов состоит из четырех колонн, поддерживающих купол над крестообразным зданием. Окончание «креста» представляют собой полукруглые ниши. Между нишами оборудованы раковины. Таким образом неизвестный архитектор пытался усилить ощущение единства внутри храма. Помимо основного храма церковь имеет два притвора, достроенные несколько позже, приближающие форму церкви к П-образной, придавая ей еще большей уравновешенности и сбалансированности.
По свидетельствам исследователей, после первого этапа строительства северный притвор церкви был расширен, чтобы обустроить здесь саркофаг, в котором, вероятно, был похоронен меценат прихода, который по византийской традиции имел право быть похороненным в храме, а позже и его родственники. Этот саркофаг сохранился доныне, а захоронения были найдены археологами как в притворе, так и на территории двора церкви.